# Ocyptamus mentor
Ocyptamus mentor är en tvåvingeart som först beskrevs av Charles Howard Curran 1930.  Ocyptamus mentor ingår i släktet Ocyptamus och familjen blomflugor.
Artens utbredningsområde är Paraguay. Inga underarter finns listade i Catalogue of Life.